# Robertsonova translokace

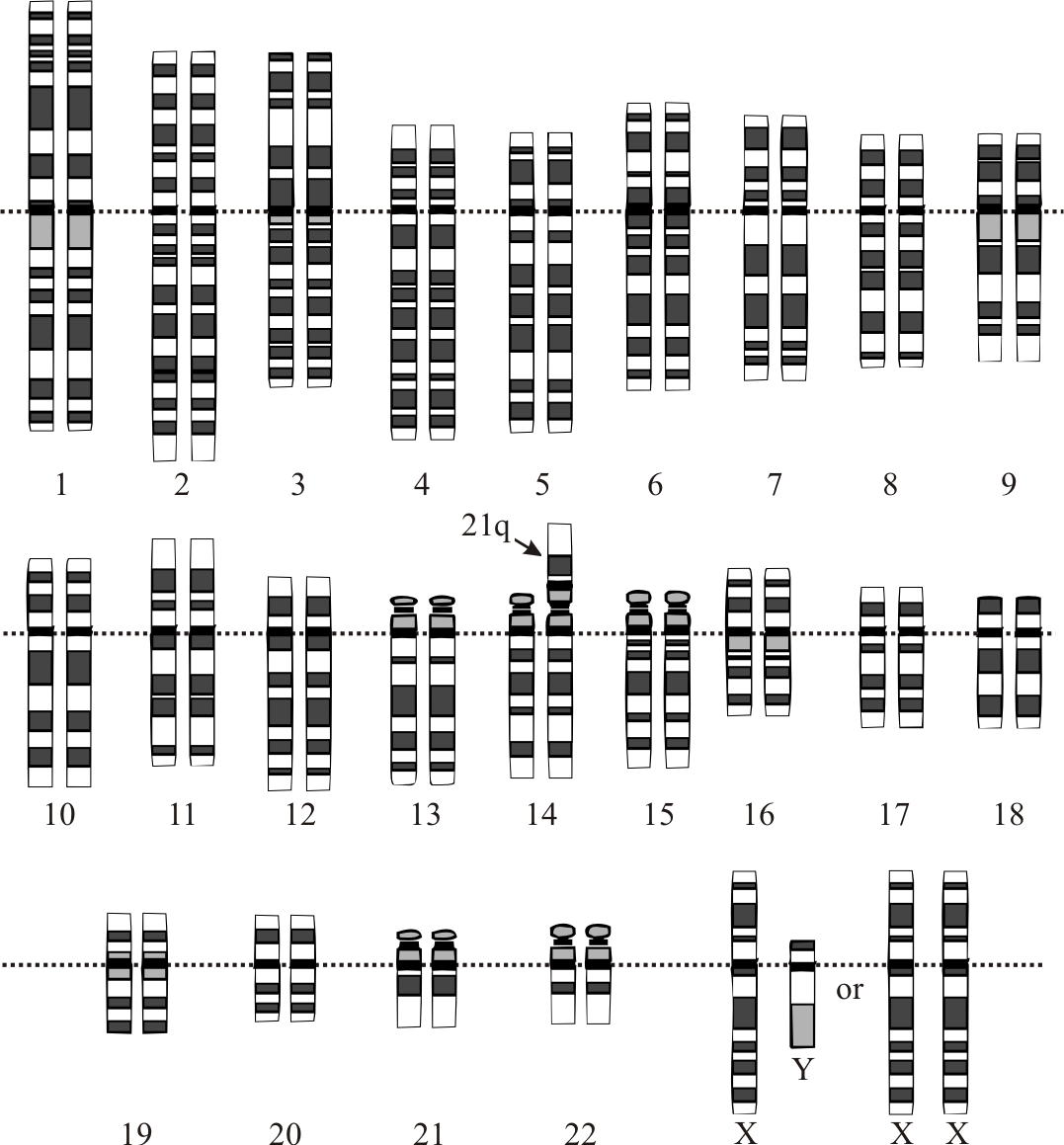
Karyotyp člověka s rob(14;21). Robertsonovské translokace jsou jednou z příčin Downova syndromu

Robertsonova nebo robertsonovská translokace je takový typ chromozomové mutace, při níž dochází k fúzi dvou akrocentrických chromozomů – tedy asymetrických chromozomů, jejichž centromera se nachází v blízkosti konce jednoho z ramen – za vzniku jednoho chromozomu metacentrického, jehož centromera leží zhruba ve středu chromozomu. Výsledný karyotyp jedince s takovouto mutací činí o jeden chromozom méně ve srovnání s běžným karyotypem. Reciproční produkt tvořený dvěma krátkými raménky fúzovaných chromozomů obvykle zaniká, aniž by se tato změna negativně odrazila na fenotypu jedince.
Heterozygot nesoucí jednu sádku chromozomů normální a druhou sádku chromozomů s jednou robertsonovskou translokací mezi dvěma autozómy může vytvářet až šest typů gamet, část těchto pohlavních buněk však zůstává zpravidla nefunkční. Funkční gamety pak mnohdy obsahují s nestejnou pravděpodobností buď fúzovaný metacentrický chromozóm, anebo dva původní akrocentrické chromozomy; šíření takovýchto chromozomových mutací v populaci tedy může často napomáhat meiotický tah, jedna z forem evolučních tahů. Robertsonovské translokace mohou postihnout jak autozómy, tak pohlavní chromozomy. Například u americké opice uakari černohlavého (Cacajao melanocephalus) došlo k robertsonovské translokaci mezi chromozomem Y a akrocentrickým autozómem, díky čemuž mají samci o jeden chromozom méně než samice.
V případě člověka představují robertsonovské translokace hned po aneuploidiích nejčastější chromozomální mutace. Objevují se přibližně u 1 z každých 1000 novorozenců a probíhají v rámci akrocentrických autozómů 13, 14, 15, 21 a 22. Robertsonovské translokace mezi chromozomem 21 a jiným akrocentrickým autozómem se podílejí na až 4 % všech případů Downova syndromu. Tři kopie chromozomu 21 v tomto případě vznikají tak, že gameta nesoucí fúzovaný chromozom a zároveň i běžný chromozom 21 splyne s gametou druhého rodiče; celkový počet chromozomů postiženého jedince však zůstává normální (46).
Jev nese jméno amerického vědce Williama Reese Brebnera Robertsona (1881 – 1941).